# Phyllomedusa centralis
Phyllomedusa centralis är en groddjursart som beskrevs av Werner C.A. Bokermann 1965. Phyllomedusa centralis ingår i släktet Phyllomedusa och familjen lövgrodor. IUCN kategoriserar arten globalt som otillräckligt studerad. Inga underarter finns listade i Catalogue of Life.